# São Pedro da Aldeia
São Pedro da Aldeia város Brazíliában, Rio de Janeiro államban. Lakosainak száma 104 029 fő (2022). São Pedro da Aldeia Araruama, Arraial do Cabo, Cabo Frio és Iguaba Grande községekkel határos.

## Népesség
A település népességének változása:
| Lakosok száma | 63 227 | 87 875 | 106 049 | 107 556 | 104 029 |
|               | 2000   | 2010   | 2020    | 2021    | 2022    |